# Clinus agilis
Clinus agilis är en fiskart som beskrevs av Smith, 1931. Clinus agilis ingår i släktet Clinus och familjen Clinidae. Inga underarter finns listade i Catalogue of Life.